# Écourt-Saint-Quentin
Écourt-Saint-Quentin är en kommun i departementet Pas-de-Calais i regionen Hauts-de-France i norra Frankrike. Kommunen ligger i kantonen Marquion som tillhör arrondissementet Arras. År 2022 hade Écourt-Saint-Quentin 1 692 invånare.

## Befolkningsutveckling
Antalet invånare i kommunen Écourt-Saint-Quentin
| Referens: INSEE |